# Porroglossum hystrix
Porroglossum hystrix är en orkidéart som beskrevs av Carlyle August Luer. Porroglossum hystrix ingår i släktet Porroglossum och familjen orkidéer. Inga underarter finns listade i Catalogue of Life.